# Huchití
L'huchití est une langue amérindienne isolée parlée dans le Sud de la Basse Californie, au Mexique.
La langue est éteinte.

## Localisation
L'huchití était parlé par le peuple du même nom, de la baie de la Paz jusqu'au cap San Lucas.

## Classification
L'huchití, comme d'autres langues de la Basse Californie, le pericú et le guaicura, est considéré comme une langue isolée.